# ティレ
ティレ（フランス語: Tillé）は、フランスのオワーズ県にあるコミューン。

## 地理
ボーヴェの約4キロメートルほど北北東の場所に位置する。
オートルートのA16号線が利用可能。また、パリ・ボーヴェ・ティレ空港がある。パリ近郊の空港として、近年は格安航空会社が多く発着している。

## 人口
| 1962 | 1968 | 1975 | 1982 | 1990 | 1999 | 2006 | 2011 |
| ---- | ---- | ---- | ---- | ---- | ---- | ---- | ---- |
| 837  | 877  | 1011 | 1144 | 1129 | 1074 | 1041 | 1097 |